# أمطيل (زينات)
أمطيل هي إحدى مشيخات المملكة المغربية، تتبع جغرافيا لإقليم تطوان وإداريًا لزينات. يقدر عدد سكانها بـ 4608 نسمة حسب الإحصاء الرسمي للسكان والسكنى لسنة 2004.